# Guayaramerín
Guayaramerín (in quechua Wayaramirin) è un comune (municipio in spagnolo) della Bolivia nella provincia di Antonio Vaca Díez (dipartimento di Beni) con 47.057 abitanti (dato 2010).

## Cantoni
Il comune è suddiviso in 4 cantoni (popolazione al censimento 2001):
- Cachuela Esperanza (1.447 abitanti)
- Guayaramerín (36.617 abitanti)
- Villa Bella (408 abitanti)
- Yata (1.972 abitanti)